# Draba subumbellata
Draba subumbellata är en korsblommig växtart som beskrevs av Reed Clark Rollins och Robert A. Price. Draba subumbellata ingår i släktet drabor, och familjen korsblommiga växter. Inga underarter finns listade i Catalogue of Life.